# Jubileu

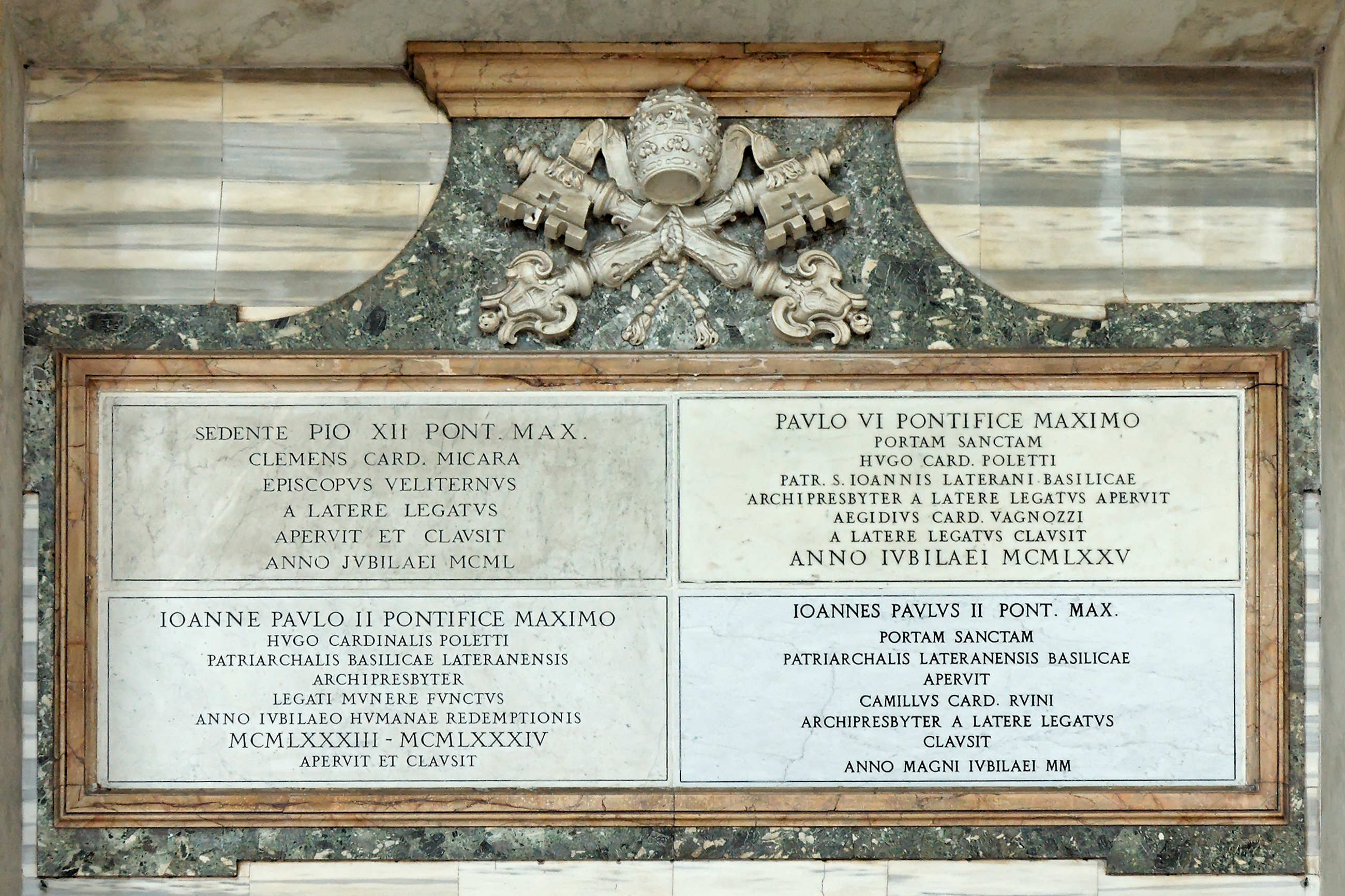
Inscripcions en el pòrtic de la Arquibasílica de Sant Joan de Laterà que commemoren l'obertura i tancament de la Porta Santa per part dels papes Pius XII (jubileu de 1950), Pau VI (jubileu de 1975) i Joan Pau II («Jubileu de la Redempció» de l'any 1983, i el «Gran Jubileu» de l'any 2000).

El Jubileu o Any Sant és una celebració que té lloc en diferents esglésies cristianes històriques, particularment l'església catòlica i l'Església Ortodoxa, i que commemora un any sabàtic amb significats particulars. Té els seus orígens en el judaisme, mentre que en el cristianisme troba la seva primera expressió a l'inici del ministeri públic de Jesús de Natzaret, amb l'anunci del compliment de l'any de gràcia del Senyor, tal com ho expressava el Llibre d'Isaïes (Is 61:1-2 ).

## Origen del terme «jubileu»
El terme «jubileu» té dues arrels, una hebrea i una altra llatina. La paraula hebrea que apareix a la Bíblia és yobel, que fa referència a la banya del be utilitzat com a instrument sonor que servia per anunciar un any excepcional dedicat a Déu. Aquest any es denominava yobel, és a dir, jubileu, perquè s'iniciava amb el so del yobel o banya. Però existeix també una paraula llatina, iubilum (derivada del verb iubilare), que referia els crits d'alegria dels pastors i que va acabar per significar alegria, goig o lloança. Quan sant Jeroni d'Estridó va traduir la Bíblia de l'hebreu al llatí entre els anys 391 i 406, va traduir el terme hebreu yobel pel terme llatí iubilaeus, amb el que va quedar incorporat el matís d'alegria al significat original que tenia la paraula en l'antic Israel, com a any excepcional de remissió.

## El jubileu dels jueus
Se celebra cada cinquanta anys. Originalment es tractava d'un any sabàtic en el qual es descansava, es posaven els esclaus en llibertat i es restituïen les possessions que s'havien comprat.
Al Llibre del Levític s'ordena als hebreus comptar set setmanes d'anys, és a dir, set vegades set, que fa quaranta-nou anys. Santificar l'any cinquanta implicava que cadascú havia de tornar a entrar en possessió del seu cabal, en el marc de la seva família.
Es desconeix amb certesa si aquest jubileu se celebrava l'any quaranta-nou o cinquanta, però les compres que es feien entre els jueus no eren per sempre sinó fins a l'any del jubileu i els agricultors descansaven, ja que estava prohibit conrear o sembrar la terra.
Els jueus van observar aquesta pràctica amb molta exactitud fins a la seva captivitat a Babilònia però no la van seguir després com ho anoten els seus doctors al Talmud, qui asseguren que no va haver-hi més jubileus en temps del segon temple.
No obstant això R. Moises, fill de Maimon, assegura en el seu compendi del Talmud que els jueus van continuar sempre amb la celebració dels seus jubileus perquè constituïa una manera d'explicar que els era d'utilitat per a l'arranjament dels seus anys i per a la celebració de certes festivitats.

## El jubileu catòlic
Com es va assenyalar abans, el jubileu cristià té el seu origen en el jubileu hebreu. A l'Església catòlica, l'Any jubilar o Any sant és un temps en què es concedeix gràcies espirituals singulars (indulgències) als fidels que compleixen determinades condicions, a imitació de l'any jubilar dels israelites esmentat a l'Antic Testament.
A l'església catòlica romana, el jubileu és una celebració que d'ordinari té lloc cada 25 anys i en la qual es concedeix la indulgència plenària. El jubileu catòlic pot ser ordinari o extraordinari. L'Any Sant ordinari, o any jubilar, és el celebrat en els intervals preestablerts mentre que l'extraordinari, o jubileu, és el proclamat com a celebració d'un fet destacat.

### Jubileu ordinari

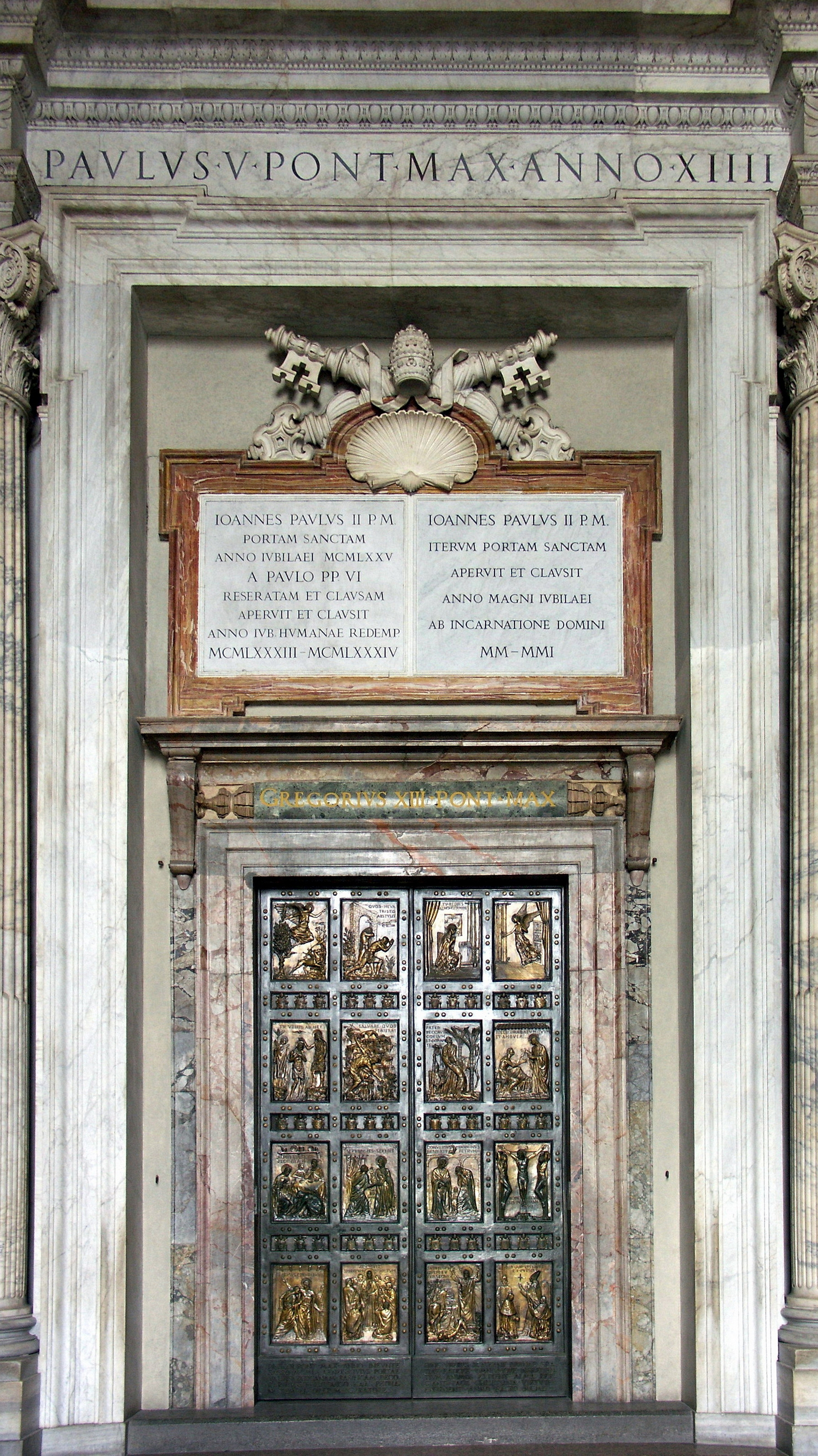
Porta Santa de la Basílica de Sant Pere, a la Ciutat del Vaticà.

Els jubileus ordinaris són aquells que se celebren a intervals regulars. El primer jubileu celebrat en el marc del cristianisme va ser anunciat per Bonifaci VIII, en declarar l'any 1300 com a «Any sant» i «any de perdó dels pecats»: la celebració del jubileu concedia la indulgència plenària a quants acudissin a Roma per visitar els grans santuaris de sant Pere i sant Pau, la qual cosa va motivar una mobilització de fidels sense precedents pel seu nombre. La tradició de celebració de jubileus ordinaris es va accentuar als segles següents, i es van celebrar jubileus cada cinquanta anys primer, i cada vint-i-cinc anys després.
La cerimònia que s'observa a Roma per obrir el jubileu ordinari o Any Sant inclou un conjunt de ritus. El papa es dirigeix a la basílica de Sant Pere per obrir l'anomenada Porta Santa, tancada i barrada. Aquesta porta solament s'obre per a la cerimònia d'obertura del jubileu i per aquest motiu. El summe pontífex pren un martell (el mateix que va utilitzar Pius XI en 1933) i pega tres cops dient una fórmula que s'inicia amb les paraules: Aperite mihi portes justitiae, ingressus in eas confitebor Domino («Obriu-me les portes de la justícia; entrant per elles confessaré el Senyor»). El simbolisme -abatre la porta amb l'esforç- significa la dificultat del camí cristià però, al mateix temps, subratlla que una vegada traslladat l'ingrés es troba la grandesa extraordinària de l'amor i misericòrdia de Déu.
Es derroca la paret que tanca la porta i després el papa s'agenolla davant de la porta, mentre els penitenciaris de Sant Pere la renten amb aigua beneïda. Després, prenent la creu, es comença el Te Deum i entra a l'església amb el clergat.
Posteriorment tres cardenals llegats que ha enviat el Papa a les altres tres portes santes les obren amb la mateixa cerimònia. Aquestes tres portes estan a l'església de Sant Joan de Laterà, l'església de Sant Pau i l'església de Santa Maria la Major. Tot això es fa en vespres de Nadal.
Al següent dia al matí el papa imparteix la benedicció al poble en forma de jubileu. Expirat l'Any Sant es torna a tancar la porta en la vespra de Nadal i el papa beneeix les pedres i l'argamassa, posa la primera pedra i dotze paquets de monedes o medalles de plata i or, la qual cosa s'executa amb la mateixa cerimònia en les altres tres portes santes.
En temps pretèrits es veia durant el jubileu gran multitud de gent que anava a Roma des de tots els punts d'Europa, però avui solament ho fan des de les províncies d'Itàlia perquè els papes concedeixen a tots els països catòlics el permís de poder guanyar el jubileu sense necessitat de passar per Roma.

### Jubileus extraordinaris
Els jubileus extraordinaris són aquells que no se celebren a intervals regulars, sinó que es realitzen per commemorar circumstàncies especials. Els primers jubileus extraordinaris es van celebrar en 1390 i 1423.

#### Any Sant de la Redempció
Entre els jubileus extraordinaris calen esmentar els «Anys Sants de la Redempció», que se celebren com a forma de commemorar especialment el sacrifici redemptor de Jesucrist. El primer es va celebrar en 1933 pel papa Pius XI. L'últim d'ells va ser convocat i celebrat per Joan Pau II el 1983, en complir-se el 1950è aniversari de la Redempció.